# Ibeas de Juarros
Ibeas de Juarros – gmina w Hiszpanii, w prowincji Burgos, w Kastylii i León, o powierzchni 130,27 km². W 2011 roku gmina liczyła 1456 mieszkańców.